# Putkovec
Putkovec is een plaats in de gemeente Đurmanec in de Kroatische provincie Krapina-Zagorje. De plaats telt 231 inwoners (2001).